# 埃爾斯特里飛行場
倫敦埃爾斯特里飛行場（英語：London Elstree Aerodrome）是一個位於英國英格蘭埃爾斯特里的通用航空飛行場，在赫特福德郡瓦特福以東2.6海里（4.8；3.0英里），設有一條長2,136尺的08/26號跑道。
埃爾斯特里飛行場在1946年轉為民用機場，此後機場主要用作飛行會的小型飛機和直昇機的私人飛行訓練。二戰時期建立的一個大型停機坪沿用至今，此外亦有數個小型停機坪。

## 外部連結
- 维基共享资源上的相關多媒體資源：埃爾斯特里飛行場
- 官方网站